# Leptyna

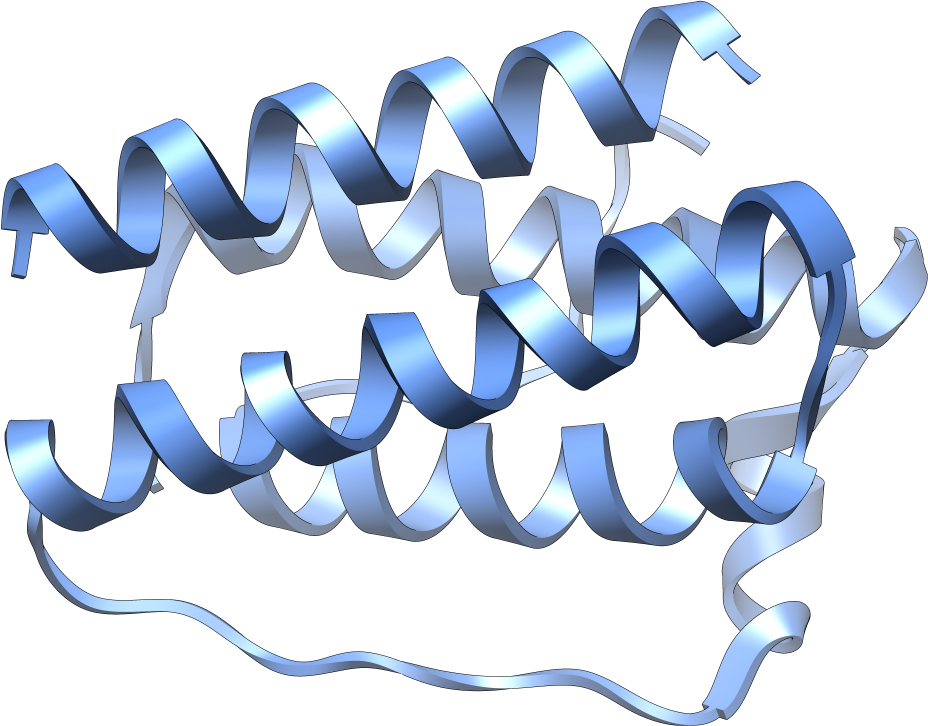
Struktura leptyny

Leptyna – białko zbudowane z 146 aminokwasów o masie cząsteczkowej 16 kDa, wydzielane głównie przez komórki tłuszczowe (adipocyty) odgrywające rolę w regulacji pobierania pokarmu i gospodarki energetycznej organizmu.
Leptyna to hormon wytwarzany głównie w białej tkance tłuszczowej (podskórnej). Działa poprzez receptory leptynowe znajdujące się głównie w podwzgórzu. Po związaniu leptyny z receptorami w podwzgórzu neurony przestają wytwarzać neurotransmiter - neuropeptyd Y, który jest stymulatorem apetytu. W ten sposób hormon ten zmniejsza apetyt oraz pobudza układ sympatyczny. Zaburzenia wytwarzania tego hormonu bądź niewrażliwość receptorów dla tego hormonu prowadzi często do nadwagi i otyłości.
Leptyna informuje mózg o zasobach energetycznych organizmu, jej stężenie we krwi jest proporcjonalne do masy tkanki tłuszczowej. Jest ona sygnałem, którego "zanik" pociąga za sobą nastawienie organizmu na przetrwanie głodu. Dlatego wtedy organizm rezygnuje z procesów energochłonnych, jakimi są reprodukcja, termogeneza, wzrost organizmu itd.
Leptyna jest produktem genu Obese od angielskiego słowa obesity - otyłość (leżącego na chromosomie 7), należy do rodziny helikalnych cytokin klasy I. Wpływa na poziom LH, FSH, PRL, GH. Reguluje proces steroidogenezy w gonadach. Jej poziom jest wyższy u samic niż u samców. W fazie pęcherzykowej jej stężenie we krwi jest proporcjonalne do stężenia estradiolu.

## Działanie
- hamowanie glukoneogenezy w wątrobie[7]
- wzrost lipolizy w tkance tłuszczowej, a w konsekwencji wzrost poziomu wolnych kwasów tłuszczowych we krwi
- spadek lipogenezy
- spadek produkcji insuliny
- spadek transportu glukozy do adipocytów
- wpływ na ekspresję genów
- zmniejszenie produkcji neuropeptydu Y
- wzrost produkcji melanokortyn
- aktywuje makrofagi i monocyty
- reguluje fagocytozę i indukuje ekspresję cytokiny
- indukuje proliferację komórek T-naiwnych
- hamuje proliferację komórek T-pamięci
- hamuje różnicowanie się osteoklastów, jednocześnie pobudza dojrzewanie osteoblastów
- powoduje zwiększenie różnicowania komórek macierzy szpiku kostnego w kierunku powstania preosteoblastów